# Joaquim Ureña i Ferrer
Joaquim Ureña i Ferrer   (Lleida, 1946 - 14 de desembre de 2024) fou un pintor català dedicat exclusivament a l'aquarel·la des de l'any 1974, conegut per les seves obres de gran format i un estil proper a l'hiperrealisme.
La seva obra sorprèn pel total domini de la tècnica, per l'inusual de la temàtica i el format emprat (fins a 2x2 metres), per la seva extraordinària facilitat pel dibuix i pel fi tracte humà que se'n deriva. Paisatges, figures i racons de casa seva configuraren un univers personal amb una innovadora concepció de l'espai pictòric. Reconegut i guardonat en diverses ocasions, entre ells la Medalla Morera de 1998, fou un dels grans noms propis de l'aquarel·la europea. Al Museu d'Art Jaume Morera de Lleida hi ha obra seva.